# Leptostegna tenerata
Leptostegna tenerata là một loài bướm đêm trong họ Geometridae.